# Erik von Malottki

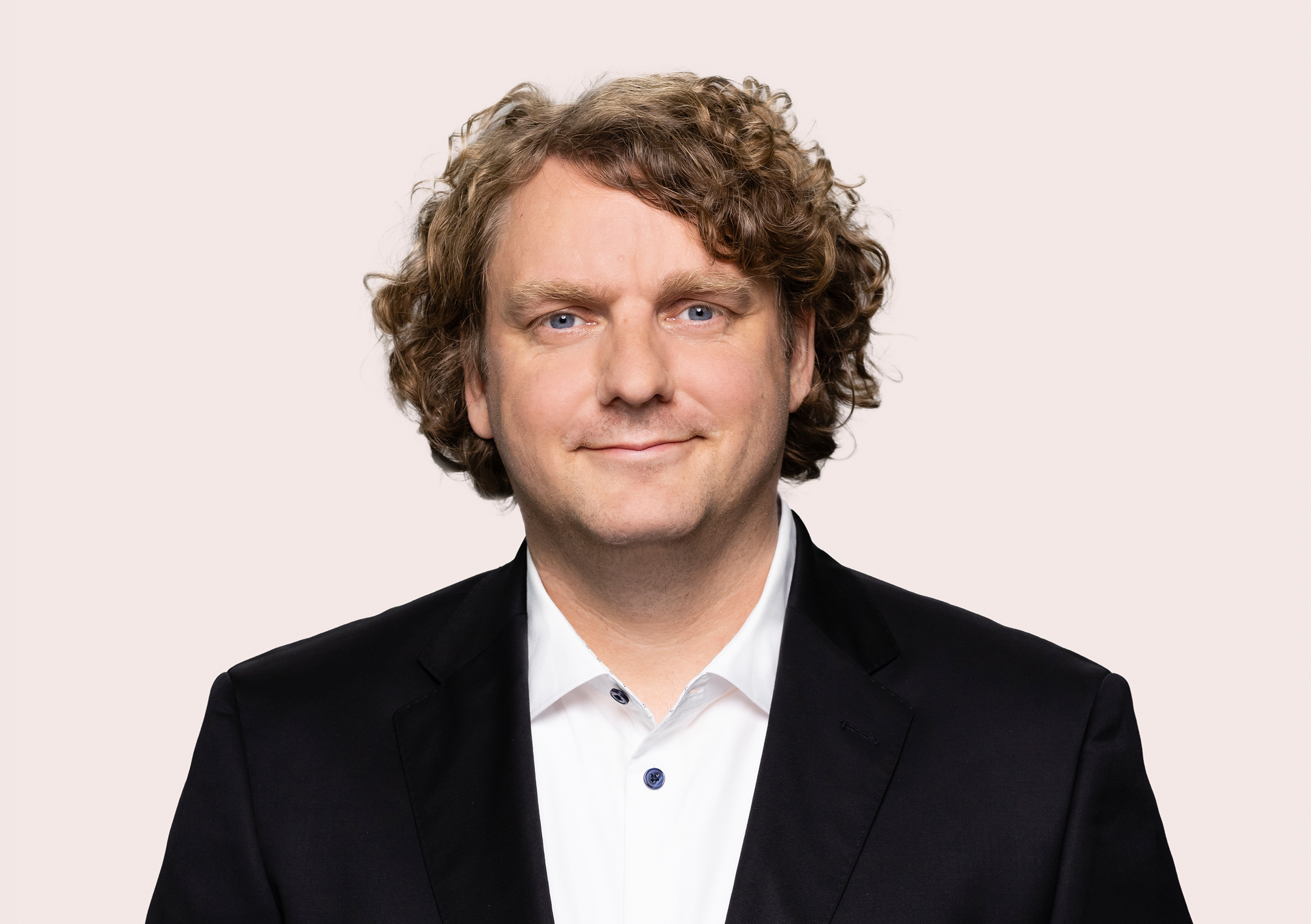
Erik von Malottki (2021)

Erik von Malottki (* 1. April 1986 in Grevesmühlen) ist ein deutscher Politiker (SPD). Er ist einer von fünf stellvertretenden Vorsitzenden der SPD Mecklenburg-Vorpommern, Mitglied im Kreistag Vorpommern-Greifswald und Mitglied der Greifswalder Bürgerschaft. Von Oktober 2021 bis März 2025 war er Mitglied des Deutschen Bundestages.

## Ausbildung und Beruf
Nach dem im Jahr 2005 abgelegten Abitur studierte Malottki Geschichte und Politikwissenschaften an der Universität Greifswald. 2017 erreichte er den Abschluss Master of Arts in Geschichtswissenschaft mit dem Schwerpunkt DDR-Geschichte. 
Seit 2018 ist er Referent der Gewerkschaft Erziehung und Wissenschaft Mecklenburg-Vorpommern. Er war dort im Bereich Jugendhilfe und Organisationspolitik tätig. Seit seiner Wahl zum Bundestagsabgeordneten 2021 ruht diese Tätigkeit. Malottki hat angekündigt, im August 2025 an seine Arbeitsstelle zurückzukehren.

## Partei und politische Aktivität
Erik von Malottki ist seit 2004 Mitglied der SPD. Im gesamten Studium war er hochschulpolitisch aktiv und saß unter anderem mehrere Jahre im Senat der Universität Greifswald. Seit den Kommunalwahlen 2014 ist er Mitglied der Greifswalder Bürgerschaft und des Kreistags Vorpommern-Greifswald. Innerhalb der SPD Mecklenburg-Vorpommern gilt er als Linker. Im Jahr 2021 war er Vorsitzender des SPD-Kreisverbandes Vorpommern-Greifswald und Landesvorsitzender der Arbeitsgemeinschaft für Bildung in der SPD. 2019 kandidierte er erfolglos für das Amt eines der stellvertretenden Landesvorsitzenden der SPD. 2022 wurde er als einer von fünf Stellvertretern gewählt. Seit Oktober 2023 ist von Malottki gemeinsam mit Jan Dieren und Alma Kleen Vorsitzender der SPD-linken Strömung Forum Demokratische Linke 21 (DL21); zuvor gehörte er deren Vorstand bereits als Beisitzer an.
Bei der Bundestagswahl 2021 trat er für die SPD Mecklenburg-Vorpommern auf Platz 3 der Landesliste und als Direktkandidat im Bundestagswahlkreis Mecklenburgische Seenplatte I – Vorpommern-Greifswald II an. Er gewann den Wahlkreis mit 24,8 Prozent der Erststimmen (37.395 Stimmen) und verbesserte das Ergebnis der SPD gegenüber der letzten Bundestagswahl um 10,9 Prozentpunkte. Erik von Malottki zog damit in den 20. Deutschen Bundestag ein.
Im Bundestag war von Malottki ordentliches Mitglied im Ausschuss für Familie, Senioren, Frauen und Jugend und im Petitionsausschuss sowie stellvertretendes Mitglied im Ausschuss für Bildung, Forschung und Technikfolgenabschätzung. Innerhalb der SPD-Bundestagsfraktion gehörte er zur Gruppe Parlamentarische Linke, die den linken Flügel der Fraktion abbildet. Gemeinsam mit anderen SPD-Bundestagskandidaten veröffentlichte er eine Selbstverpflichtung, im Bundestag auf Nebentätigkeiten zu verzichten bzw. Nebeneinkünfte vollständig zu spenden. Die Gruppierung setzt sich außerdem für striktere Gesetze in Bezug auf Lobbytätigkeiten und Korruptionsvorbeugung ein.
Er initiierte ein Bürgerbegehren zur Verbesserung des Personalschlüssels in Kindertagesstätten im Landkreis Vorpommern-Greifswald und im Landkreis Mecklenburgische Seenplatte. Er war Mitinitiator des Bündnisses Bildung braucht Priorität. Von Malottki setzt sich für den Wiederaufbau der Hubbrücke Karnin und die Südanbindung Usedoms an Berlin ein. Er engagiert sich für einen höheren Mindestlohn, Stärkung der Gewerkschaften, flächendeckende Tarifverträge und Lohngerechtigkeit. Am 28. Januar 2022 stimmte er als einer von drei SPD-Abgeordneten im Bundestag gegen die Fortsetzung des Bundeswehreinsatzes im Irak; bei den nächsten Verlängerungen stimmte er dann am 21. Oktober 2022 und am 18. Oktober 2023 jeweils für die Fortsetzung dieses Bundeswehreinsatzes und an der Abstimmung am 17. Oktober 2024 beteiligte er sich nicht. Im Mai 2022 war er einer von vier SPD-Abgeordneten im Bundestag, die gegen die Fortsetzung der Beteiligung bewaffneter deutscher Streitkräfte an der Multidimensionalen Integrierten Stabilisierungsmission der Vereinten Nationen in Mali (MINUSMA) stimmten; der folgenden letztmaligen Verlängerung dieses Bundeswehreinsatzes stimmte er dann im Mai 2023 zu. Im Juni 2022 stimmte er als einer von neun Abgeordneten der SPD-Fraktion gegen das Sondervermögen Bundeswehr. Im März 2023 stimmte er als einer von zwei SPD-Abgeordneten gegen die Änderung des Bundeswahlgesetzes der Ampelkoalition.
Für die Bundestagswahl 2025 wurde er von seiner Partei erneut als Kandidat im Bundestagswahlkreis Mecklenburgische Seenplatte I – Vorpommern-Greifswald II sowie auf der Landesliste auf Platz 4 aufgestellt. Er erhielt in seinem Wahlkreis 13,8 Prozent der Erststimmen und lag damit nach den Kandidaten von AfD und CDU auf dem dritten Platz. Auch über die Landesliste gelang ihm nicht der Wiedereinzug in den Bundestag.
Bei der Landratswahl in Mecklenburg-Vorpommern 2025 trat Malottki im Landkreis Vorpommern-Greifswald als gemeinsamer Kandidat von SPD, Bündnis 90/Die Grünen und Die Linke an. Er erhielt 22,6 % der gültigen Stimmen, lag damit nach den Kandidaten von CDU und AfD auf dem dritten Platz und kam nicht in die Stichwahl.

## Sonstige Funktionen
- seit 2018: Präsident der Gesellschaft von Freunden und Förderern der Ernst-Moritz-Arndt-Universität-Greifswald e. V.[24]
- seit 2023: Vorsitzender der Naturfreunde Mecklenburg-Vorpommern[25]

## Persönliches
Erik von Malottki ist verheiratet und hat einen Sohn. Er entstammt der Familie Malotki, einem ursprünglich kaschubischen Adelsgeschlecht aus Hinterpommern.